# Taurongia punctata
Taurongia punctata är en spindelart som först beskrevs av Henry Roughton Hogg 1900.  Taurongia punctata ingår i släktet Taurongia och familjen Desidae.
Artens utbredningsområde är Victoria, Australien. Inga underarter finns listade i Catalogue of Life.